# Georg Sturmowski
Georg Sturmowski (* 23. Mai 1923 in Danzig; † 5. April 2017 in Groß-Gerau) war ein deutscher Politiker (CDU).

## Leben und Beruf
Nach dem Besuch der Volks- und Oberschule in Danzig absolvierte Sturmowski von 1939 bis 1941 eine kaufmännische Ausbildung. Anschließend leistete er Reichsarbeitsdienst. Er nahm als Soldat am Zweiten Weltkrieg teil und geriet in Gefangenschaft, aus der er 1946 entlassen wurde.
Nach dem Kriegsende siedelte Sturmowski als Heimatvertriebener nach Westdeutschland über. 1946 ließ er sich in Hessen nieder und übte eine Tätigkeit als kaufmännischer Angestellter in Groß-Gerau aus. Daneben engagierte er sich in verschiedenen Vertriebenenorganisationen.

## Partei
Sturmowski war Mitglied der Kolpingsfamilie und trat 1948 der CDU bei. Er war von 1964 bis 1990 Kreisvorsitzender der Partei in Groß-Gerau und wurde anschließend Ehrenvorsitzender des Verbands. Von 1989 bis 1999 war er Bezirksvorsitzender der CDU Darmstadt.

## Abgeordneter
Sturmowski war von 1954 bis 1964 Kreistagsmitglied des Kreises Groß-Gerau und wurde 1956 in den Rat der Stadt Groß-Gerau gewählt. Er gehörte von 1970 bis 1991 dem hessischen Landtag an und amtierte 1982/83 sowie von 1987 bis 1991 als Vizepräsident des Landtags. 1990/91 war er Vorsitzender des Landtagsinnenausschusses. Er kandidierte stets im Wahlkreis Groß-Gerau II, wurde aber jeweils über die CDU-Landesliste in das Parlament gewählt.

## Öffentliche Ämter
Sturmowski war seit 1964 Kreisbeigeordneter des Kreises Groß-Gerau.

## Ehrungen
1990 wurde Georg Sturmowski mit dem Großen Bundesverdienstkreuz geehrt. 2004 erhielt er den Hessischen Verdienstorden. 2013 wurde ihm die Alfred-Dregger-Medaille in Silber verliehen.